# Liza (género)

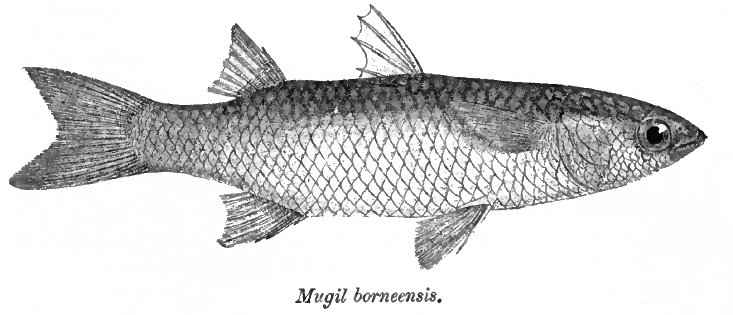
Detalhe das barbatanas de Lisa godeya (L. macrolepis).

Liza é um género de peixes da família Mugilidae, distribuídos por todos os mares tropicais e temperados, principalmente marinhos (costeiros e neríticos), ainda que algumas espécies sejam também de água doce (como Liza abu).

## Descrição
As espécies que integram o género Liza apresentam corpo fusiforme, ligeiramente achatado lateralmente, duas barbatanas dorsais, a primeira com apenas 4 raios espinhosos, separada da posterior com apenas raios brandos. As barbatanas pélvicas são subabdominais, com uma espinha. Quando apresentam linha lateral, é muito visível. A boca é de tamanho moderado, sem dentes ou com estes muito pequenos.
Formam grandes cardumes. Alimentam-se de microalgas, diatomáceas e de detritos dos sedimentos do fundo.
A maioria das espécies de Liza são pescadas e comercializadas para alimentação humana.

## Espécies
O género Liza inclui 25 espécies consideradas validamente descritas:
- Liza abu (Heckel, 1843)
- Liza affinis (Günther, 1861)
- Liza alata (Steindachner, 1892)
- Liza argentea (Quoy y Gaimard, 1825)
- Liza aurata (Risso, 1810)
- Liza carinata (Valenciennes, 1836)
- Liza dumerili (Steindachner, 1870)
- Liza falcipinnis (Valenciennes, 1836)
- Liza grandisquamis (Valenciennes, 1836)
- Liza haematocheilus (Temminck y Schlegel, 1845)
- Liza klunzingeri (Day, 1888)
- Liza luciae (Penrith y Penrith, 1967)
- Liza macrolepis (Smith, 1846)
- Liza mandapamensis (Thomson, 1997)
- Liza melinoptera (Valenciennes, 1836)
- Liza parsia (Hamilton, 1822)
- Liza persicus (Senou, Randall y Okiyama, 1995)
- Liza ramada (Risso, 1827)
- Liza ramsayi (Macleay, 1883)
- Liza richardsonii (Smith, 1846)
- Liza saliens (Risso, 1810)
- Liza subviridis (Valenciennes, 1836)
- Liza tade (Forsskål, 1775)
- Liza tricuspidens (Smith, 1935)
- Liza vaigiensis (Quoy y Gaimard, 1825)